# 岡松径
岡松 徑（おかまつ かい、1850年 (嘉永3年)3月11日 - 1916年 (大正5年）2月21日）は、旗本出身の太政官統計院属僚の統計学者、慶應義塾大学統計学教授、陸軍省・大日本帝国陸軍教授。勲四等瑞宝章。杉亨二、呉文聡と並んで「日本近代統計学の先駆け」の一人として知られる。

## 経歴
嘉永3年（1850年）江戸にて出生。安政6年（1859年）に佐渡奉行、西丸留守居役を務めた徒頭の旗本岡松久徴（伊予守）の子として生まれる。祖父の岡松久稠も佐渡奉行を務めている。
江戸の各私塾でドイツ語等を修学した後、明治9年（1876年）に太政官に出仕し、正院政表課に入局。権大書記官の呉文聡、杉亨二、世良太一、宇川盛三郎、鈴木敬治、寺田勇吉、小川為次郎と同僚になり、『日本政表』の編集に参加。1879年（明治12年）に日本における国勢調査の先駆となる「甲斐国現在人別調」を甲斐国（山梨県）で実施。政表課は1881年（明治14年）に太政官統計院と改称されるが、多くの慶應義塾出身官吏が辞職した明治十四年の政変の後も、岡松は同院廃止まで勤める。
1883年（明治16年）杉亨二らとともに「共立統計学校」を設立。1886年（明治19年）農商務省属となり、山林局に勤務。傍ら、陸軍省嘱託も兼ね、「陸吏学舎」（後の陸軍経理学校）で統計学を講義する。次いで、校長・鳥尾小弥太の下に大日本帝国陸軍教授を嘱託される。（教授陣は、杉亨二、高橋二郎、寺田勇吉、岡松の4名）。
1895年（明治28年）に慶應義塾大学部で、お雇い外国人のパウル・マイエット（Mayet Paul）に次いで呉文聡と統計学講師に就任。以後は杉らと共に「東京統計協会」や「統計学社」の編集主幹等を務め、内閣統計局に嘱託した。1916年2月、厳冬の長野県で統計講習会講師を務めたが、帰京後まもなく同月21日に死去した。戒名は松壽院殿功譽博愛径善居士。墓所は四谷の法蔵寺。

## 栄典
- 1903年（明治36年）12月26日 - 勲五等瑞宝章[1]。

## 統計学の訳語
穂積陳重によれば、「スタチスチックス」の訳名が「統計学」と定まるまでには多少の沿革があり、岡松は神田孝平の後を継いで、「統計」及び「統計学」の訳名の考証に、下出牟吉と共に参画した。

## 著書
- 『政治統計学』
- 『政治統計学講義』